# 金泰泳 (社会学者)
金 泰泳（Kim,Taeyoung / キム・テヨン、1963年2月2日 - ）は、日本の社会学者、東洋大学社会学部教授。博士（人間科学）。専門分野は社会学（共生の社会学、ダイバーシティ論）。
日本名(後、本名)は井沢 泰樹（いざわ やすき）。神奈川県川崎市川崎区在住。

## 人物
父は1930年代後半に日本に渡ってきた1世であり、母は日本生まれの2世で本人は2.5世。2009年に日本国籍を取得した「日本籍の在日韓国・朝鮮人」「韓国・朝鮮系日本人」。
大阪市立大学文学部第2部に進学した18歳9カ月から本名で生活するようになった。大学在学中には新聞奨学生を皮切りに在日同胞の子弟を預かる学童保育所の指導員、サンダルメーカーの内職回り、釜ヶ崎で日雇いの仕事も体験。
「つくられた制度に従うのだけではなく、自分が社会の制度を変えたり制度をつくる側に回りたい」として2009年に日本国籍を取得した。日本国籍取得後は「金泰泳」名と「井沢泰樹」名を両方とも使っている。

## 経歴

### 年譜
- 1963年 - 愛知県豊川市生まれ[4]
- 1992年 - 大阪市立大学文学部2部人間関係学科教育学専攻卒業
- 1994年 - 大阪市立大学大学院人間科学研究科博士前期課程教育学専攻卒業
- 1998年 - 大阪大学大学院人間科学研究科博士後期課程教育学専攻修了、博士（人間科学）取得、大阪大学人間科学部助手
- 2000年 - 相愛大学人文学部専任講師（～2001年3月）
- 2001年 - 福岡教育大学教育学部専任講師（～2002年3月）
- 2002年 - 福岡教育大学教育学部助教授（～2007年3月）
- 2007年 - 東洋大学社会学部准教授（～2008年3月）
- 2008年 - 東洋大学社会学部教授（～現在）
- 2009年 - 日本国籍を取得
- 2022年 - 第26回参議院議員通常選挙に社会民主党公認で比例区から立候補予定であったが、その後辞退し離党。れいわ新選組からの立候補を表明[5]。7月10日の投開票の結果、落選。

## 著書

### 単著
- 『アイデンティティ・ポリティクスを超えて―在日朝鮮人のエスニシティ (SEKAISHISO SEMINAR) 』（世界思想社, 1999年12月1日）
- 『在日コリアンと精神障害―ライフヒストリーと社会環境的要因 』（晃洋書房, 2017年3月30日）

### 共著
- 渡戸一郎共著『多民族化社会・日本』（明石書店, 2010年9月8日）